# Temporada 1991 del Campeonato del Mundo de Motociclismo
La temporada de 1991 fue la 43.º edición del Campeonato Mundial de Motociclismo.

## Desarrollo y resultados

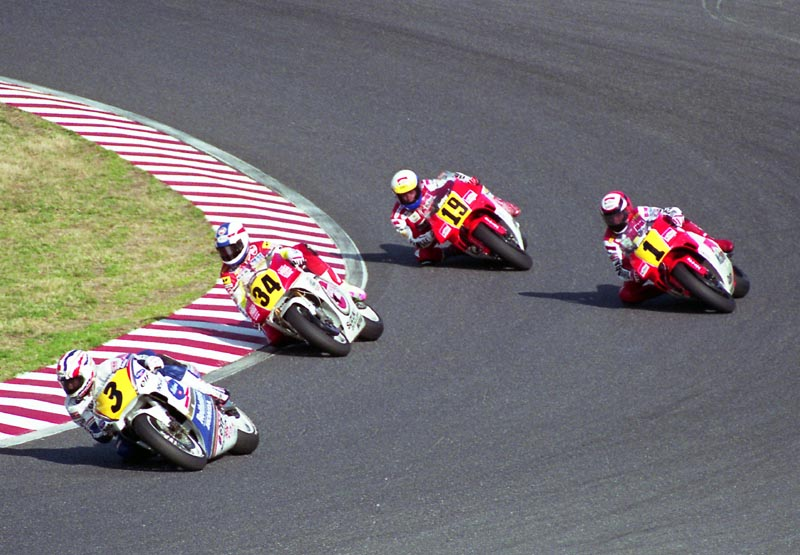
Imagen del disputado Gran Premio de Japón de 1991.

El comienzo de la década de 1990 marcó una época dorada para el Campeonato del Mundo de Motociclismo. La rivalidad entre Wayne Rainey y Kevin Schwantz estaba en pleno desarrollo, mientras que Mick Doohan comenzaba a lograr triunfos importantes que lo llevarían a ser uno de los más grandes de la historia.
1991 fue una temporada especial, si bien se disputaron 15 grandes premios, se permitió a los competidores que dejaran fuera sus dos peores puntuaciones. La carrera disputada en Yugoslavia fue eliminada debido a las Guerras Yugoslavas y fue reemplazada por el Gran Premio de Europa en el Circuito Permanente del Jarama. Por motivos de seguridad, el Gran Premio de Brasil también fue eliminado y para reemplazarlo se disputó una carrera en Le Mans.
La temporada comenzó el 22 de marzo en el Circuito de Suzuka, Japón y culminó el 29 de septiembre en Shah Alam, Malasia.
La categoría principal (500cc) fue ganada por el estadounidense Wayne Rainey (Yamaha), seguido del australiano Mick Doohan (Honda) y el estadounidense Kevin Schwantz (Suzuki).
Las categorías de 250cc y 125cc fueron ganadas por Luca Cadalora (Honda) y Loris Capirossi (Honda), respectivamente.

## Calendario
| Ronda | Gran premio                                                           | Circuito           | Ganador 125cc       | Ganador 250cc       | Ganador 500cc  |
| ----- | --------------------------------------------------------------------- | ------------------ | ------------------- | ------------------- | -------------- |
| 1     | Gran Premio de Japón                                                  | Suzuka             | Noboru Ueda         | Luca Cadalora       | Kevin Schwantz |
| 2     | Gran Premio de Australia                                              | Eastern Creek      | Loris Capirossi     | Luca Cadalora       | Wayne Rainey   |
| 3     | Gran Premio de los Estados Unidos                                     | Laguna Seca        | no hubo carrera     | Luca Cadalora       | Wayne Rainey   |
| 4     | Gran Premio de España                                                 | Jerez              | Noboru Ueda         | Helmut Bradl        | Mick Doohan    |
| 5     | Gran Premio de Italia                                                 | Misano             | Fausto Gresini      | Luca Cadalora       | Mick Doohan    |
| 6     | Gran Premio de Alemania                                               | Hockenheim         | Ralf Waldmann       | Helmut Bradl        | Kevin Schwantz |
| 7     | Gran Premio de Austria                                                | Salzburgring       | Fausto Gresini      | Helmut Bradl        | Mick Doohan    |
| 8     | Gran Premio de Europa I                                               | Jarama             | Loris Capirossi     | Luca Cadalora       | Wayne Rainey   |
| 9     | Gran Premio de los Países Bajos                                       | Assen              | Ralf Waldmann       | Pierfrancesco Chili | Kevin Schwantz |
| 10    | Gran Premio de Francia                                                | Paul Ricard        | Loris Capirossi     | Loris Reggiani      | Wayne Rainey   |
| 11    | Gran Premio de Gran Bretaña                                           | Donington          | Loris Capirossi     | Luca Cadalora       | Kevin Schwantz |
| 12    | Gran Premio de San Marino                                             | Mugello            | Peter Öttl          | Luca Cadalora       | Wayne Rainey   |
| 13    | Gran Premio de Checoslovaquia                                         | Brno               | Alessandro Gramigni | Helmut Bradl        | Wayne Rainey   |
| 14    | Gran Premio de Europa II de Motociclismo (Carrera de Le Mans Francia) | Le Mans            | no hubo carrera     | Helmut Bradl        | Kevin Schwantz |
| 15    | Gran Premio de Malasia                                                | Circuito Shah Alam | Loris Capirossi     | Luca Cadalora       | John Kocinski  |

## Resultados
Sistema de puntuación
Los puntos se reparten entre los quince primeros clasificados en acabar la carrera. 
Sistema de puntuación desde 1988 hasta 1991:
| Posición | 1.º | 2.º | 3.º | 4.º | 5.º | 6.º | 7.º | 8.º | 9.º | 10.º | 11.º | 12.º | 13.º | 14.º | 15.º |
| Puntos   | 20  | 17  | 15  | 13  | 11  | 10  | 9   | 8   | 7   | 6    | 5    | 4    | 3    | 2    | 1    |

### Clasificación de pilotos 250cc

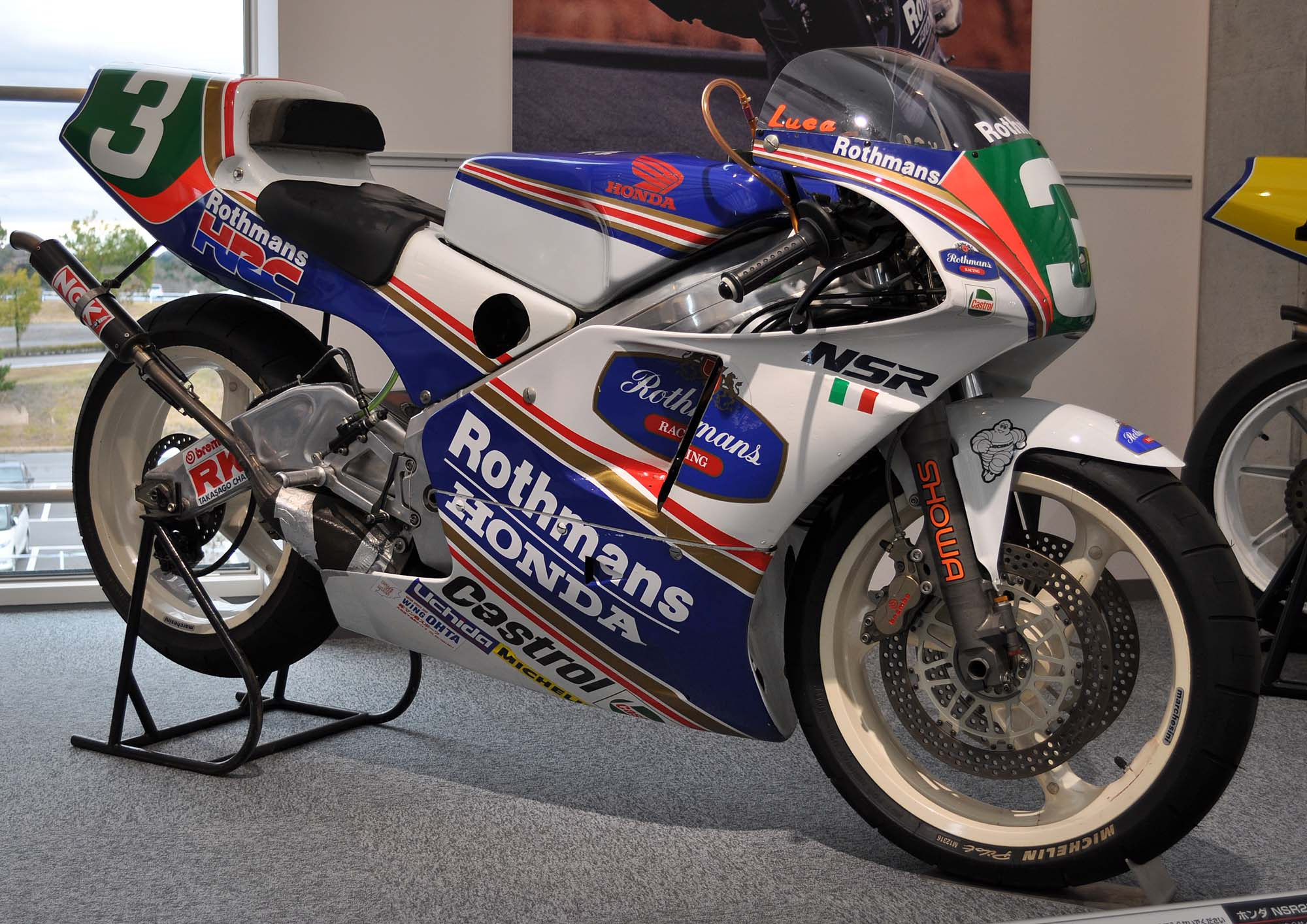
La Honda NSR250 con la que Luca Cadalora se consagró como campeón del mundo.

### Clasificación de pilotos 125cc

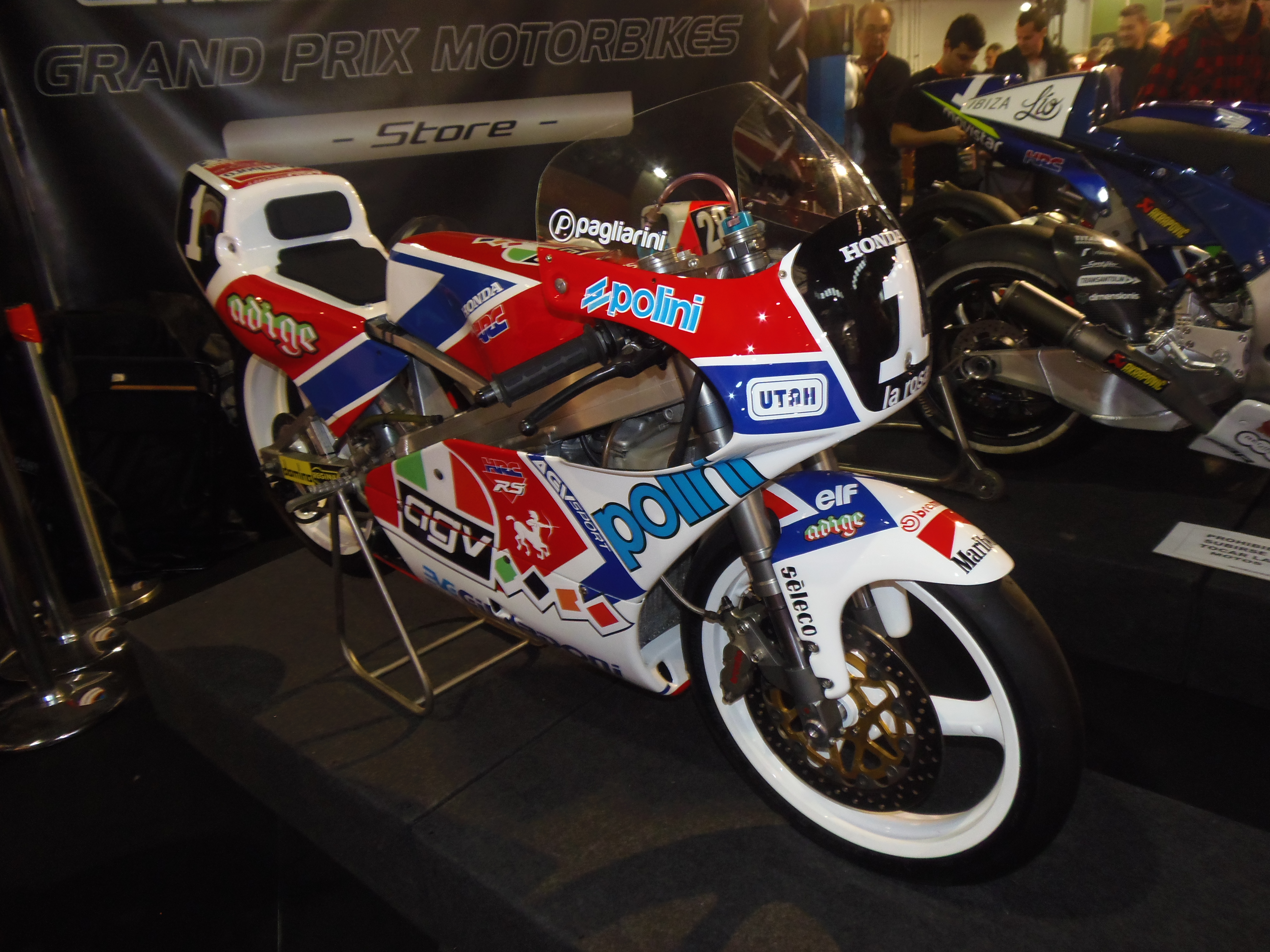
La Honda RS125R, con la que Loris Capirossi se consagró campeón de la categoría 125cc.

### Clasificación de pilotos 500cc[11][12]
| Pos. | Piloto               | Moto   | JPN | AUS | USA | ESP | ITA | GER | AUT | EUR | NED | FRA | GBR | RSM | CZE | VDM | MAL | Ptos. |
| ---- | -------------------- | ------ | --- | --- | --- | --- | --- | --- | --- | --- | --- | --- | --- | --- | --- | --- | --- | ----- |
| 1    | Wayne Rainey         | Yamaha | 3   | 1   | 1   | 3   | 9   | 2   | 2   | 1   | 2   | 1   | 2   | 1   | 1   | 3   |     | 233   |
| 2    | Mick Doohan          | Honda  | 2   | 2   | 2   | 1   | 1   | 3   | 1   | 2   | Ret | 2   | 3   | 3   | 2   | 2   | 3   | 224   |
| 3    | Kevin Schwantz       | Suzuki | 1   | 5   | 3   | Ret | 7   | 1   | 3   | 4   | 1   | 4   | 1   | 2   | 5   | 1   |     | 204   |
| 4    | John Kocinski        | Yamaha | 4   | 3   | Ret | 2   | 2   | Ret | 9   | 5   | 6   | DNS | 4   | 6   | 3   | 4   | 1   | 161   |
| 5    | Wayne Gardner        | Honda  | 5   | 4   | 7   | 7   |     | 5   | 4   | 3   | 3   | 10  | 5   | 4   | 4   | 5   | 2   | 161   |
| 6    | Eddie Lawson         | Cagiva | 6   | 6   | 5   | 6   | 3   | 4   | 5   | Ret | 4   | 3   | 6   | Ret | 8   |     |     | 126   |
| 7    | Juan Garriga         | Yamaha | 7   | Ret | 8   | 4   | 8   | 7   | 6   | 6   | 12  | 11  | 9   | 7   | 6   | 6   | 4   | 121   |
| 8    | Didier de Radiguès   | Suzuki | 14  | 10  | 10  | 8   | Ret | 6   | 8   | 10  | 5   | 7   | 8   | 8   | 7   | 8   | 8   | 105   |
| 9    | Doug Chandler        | Yamaha | 11  | 12  | Ret | 10  | 6   | 9   | 7   | 9   | 11  | 6   | Ret | 9   | 10  | 7   | Ret | 85    |
| 10   | Jean-Philippe Ruggia | Yamaha | Ret | 7   | 4   | 5   | 5   |     |     | 7   | 8   | 5   | Ret | 10  | Ret | Ret | Ret | 78    |
| 11   | Adrien Morillas      | Yamaha | 12  | 9   | 9   | 9   | Ret | 8   | Ret | 8   | 9   | 8   | Ret | Ret | Ret | 10  | 7   | 71    |
| 12   | Eddie Laycock        | Yamaha | Ret | 13  | 13  | 11  | 10  | 10  | 10  | 12  | Ret |     | 11  | 11  | 11  | 11  | 12  | 57    |
| 13   | Alex Barros          | Cagiva | 10  | 8   | 6   |     | 4   |     |     |     | 7   |     |     |     |     |     |     | 46    |
| 14   | Sito Pons            | Honda  | 8   | Ret | Ret |     |     |     |     | 11  | 10  | 9   | Ret | Ret | 9   | 9   | Ret | 40    |
| 15   | Cees Doorakkers      | Honda  | 22  | 14  | 14  | 13  | 12  | 11  |     | 13  | 13  | 12  | 14  | 13  | 13  | Ret | 10  | 40    |
| 16   | Marco Papa           | Honda  |     |     |     | 12  | 11  |     | 12  | Ret |     | 13  | 10  | 12  |     | 13  | 9   | 36    |
| 17   | Niall Mackenzie      | Yamaha |     |     |     |     |     |     |     |     |     |     | 7   | 5   |     | 12  | 6   | 34    |
| 18   | Michael Rudroff      | Honda  |     |     |     | 15  | 15  | 12  | 11  | 14  | 14  | 14  | 13  | 14  | 12  | Ret |     | 26    |
| 19   | Kevin Magee          | Suzuki | 13  | 11  |     |     |     |     |     |     |     |     |     |     |     |     | 5   | 19    |
| 20   | Harald Becker        | Yamaha |     |     |     | 14  | Ret | 13  |     | 16  | Ret | Ret | Ret | 15  | 14  | Ret | 11  | 13    |
| 21   | Keiichiro Iwahashi   | Honda  | 9   |     |     |     |     |     |     |     |     |     |     |     |     |     |     | 7     |
| 22   | Simon Buckmaster     | Suzuki |     |     |     |     | 14  | 14  |     | Ret | Ret |     |     |     | 15  | 15  |     | 6     |
| 23   | Rich Oliver          | Yamaha |     |     | 11  |     |     |     |     |     |     |     |     |     |     |     |     | 5     |
| 24   | Niggi Schmassman     | Honda  |     | 16  | 15  | Ret | Ret |     |     | 15  | 15  | Ret | Ret |     | 17  |     | 14  | 5     |
| 25   | Ron Haslam           | Norton |     |     |     |     |     |     |     |     |     |     | 12  |     |     |     |     | 4     |
| 26   | Robbie Petersen      | Yamaha |     |     | 12  |     |     |     |     |     |     |     |     |     |     |     |     | 4     |
| 27   | Josef Doppler        | Yamaha |     |     |     |     |     |     |     | 17  |     | 15  | 17  | 16  | 16  |     | 13  | 4     |
| 28   | Romolo Balbi         | Honda  |     |     |     |     | 13  |     |     |     |     |     |     | 17  |     |     |     | 3     |
| 29   | Andy Leuthe          | Suzuki |     |     |     |     |     |     |     | Ret |     |     | 15  | 18  | Ret | 14  |     | 3     |
| 30   | Steve Spray          | Norton |     | 15  |     |     |     |     |     |     |     |     |     |     |     |     |     | 1     |
| 31   | Peter Goddard        | Yamaha | 15  |     |     |     |     |     |     |     |     |     |     |     |     |     |     | 1     |
| Pos. | Piloto               | Moto   | JPN | AUS | USA | ESP | ITA | GER | AUT | EUR | NED | FRA | GBR | RSM | CZE | VDM | MAL | Ptos. |

| Color     | Resultado                                                               |
| --------- | ----------------------------------------------------------------------- |
| Oro       | Ganador                                                                 |
| Plata     | 2.ª plaza                                                               |
| Bronce    | 3.ª plaza                                                               |
| Verde     | Finalizó en los puntos                                                  |
| Azul      | Finalizó sin puntos                                                     |
| Azul      | NC - No clasificado                                                     |
| Violeta   | Ret - No terminó (Carrera)                                              |
| Rojo      | DNQ - No se clasificó                                                   |
| Negro     | DSQ - Descalificado                                                     |
| Blanco    | DNS - No empezó (carrera)                                               |
| Blanco    | WD - Retirado (fin de semana)                                           |
| Blanco    | C - Carrera cancelada                                                   |
| Sin color | DNP - Inscrito pero no participó                                        |
| Sin color | INJ - Lesionado                                                         |
| Sin color | EX - Excluido                                                           |
| Estado    | Resultado                                                               |
| Negrita   | Pole position                                                           |
| Cursiva   | Vuelta rápida                                                           |
| †         | Abandona, pero clasifica al completar el porcentaje requerido para ello |

### Clasificación de pilotos 250cc[13][14]
| Clas. | Piloto                    | N.º | Constructor | Pts. | Victorias |
| ----- | ------------------------- | --- | ----------- | ---- | --------- |
| 1     | Luca Cadalora             | 3   | Honda       | 237  | 8         |
| 2     | Helmut Bradl              | 4   | Honda       | 220  | 5         |
| 3     | Carlos Cardús             | 2   | Honda       | 205  | 0         |
| 4     | Wilco Zeelenberg          |     | Honda       | 158  | 0         |
| 5     | Masahiro Shimizu          | 7   | Honda       | 142  | 0         |
| 6     | Loris Reggiani            |     | Aprilia     | 128  | 1         |
| 7     | Pierfrancesco Chili       |     | Aprilia     | 107  | 1         |
| 8     | Jochen Schmid             | 8   | Honda       | 96   | 0         |
| 9     | Martin Wimmer             | 6   | Suzuki      | 89   | 0         |
| 10    | Paolo Casoli              |     | Yamaha      | 65   | 0         |
| 11    | Andy Preining             |     | Aprilia     | 60   | 0         |
| 12    | Jean-Pierre Jeandat       |     | Honda       | 59   | 0         |
| 13    | Álex Crivillé             | 11  | JJ Cobas    | 51   | 0         |
| 14    | Carlos Lavado             |     | Yamaha      | 34   | 0         |
| 15    | Doriano Romboni           |     | Honda       | 32   | 0         |
| 16    | Alberto Puig              |     | Yamaha      | 28   | 0         |
| 17    | Stefan Prein              |     | Honda       | 28   | 0         |
| 18    | Harald Eckl               |     | Aprilia     | 22   | 0         |
| 19    | Katsuyoshi Kozono         |     | Honda       | 20   | 0         |
| 20    | Renzo Colleoni            |     | Aprilia     | 19   | 0         |
| 21    | Bernard Haenggeli         |     | Aprilia     | 15   | 0         |
| 22    | Masumitsu Taguchi         |     | Honda       | 13   | 0         |
| 23    | Nobuatsu Aoki             |     | Honda       | 11   | 0         |
| 24    | Tetsuya Harada            |     | Yamaha      | 10   | 0         |
| 25    | Herri Torrontegui         |     | Aprilia     | 8    | 0         |
| 26    | Erkka Korpiaho            |     | Aprilia     | 8    | 0         |
| 27    | Max Biaggi                |     | Aprilia     | 7    | 0         |
| 28    | Tsumoto Udagawa           |     | Honda       | 6    | 0         |
| 29    | Marcellino Lucchi         |     | Aprilia     | 5    | 0         |
| 30    | José Barresi              |     | Yamaha      | 4    | 0         |
| 30    | Dominique Sarron (31)     |     | Yamaha      | 4    | 0         |
| 30    | Kyoji Nanba (32)          |     | Yamaha      | 4    | 0         |
| 33    | Frederic Protat           |     | Aprilia     | 4    | 0         |
| 34    | Urs Jücker                |     | Aprilia     | 4    | 0         |
| 35    | Leon van der Heyden       |     | Honda       | 3    | 0         |
| 36    | Patrick van den Goorbergh |     | Yamaha      | 3    | 0         |
| 37    | Jurgen van den Goorbergh  |     | Aprilia     | 2    | 0         |
| 38    | Bernd Kassner             |     | Aprilia     | 1    | 0         |
| 38    | Toshiyuki Arakaki (39)    |     | Honda       | 1    | 0         |
| 38    | Kevin Mitchell (40)       |     | Yamaha      | 1    | 0         |
| 38    | Corrado Catalano (41)     |     | Honda       | 1    | 0         |

### Clasificación de pilotos 125cc[15]
| Clas. | Piloto                     | N.º | Constructor | Pts. | Victorias |
| ----- | -------------------------- | --- | ----------- | ---- | --------- |
| 1     | Loris Capirossi            | 1   | Honda       | 200  | 5         |
| 2     | Fausto Gresini             | 8   | Honda       | 181  | 2         |
| 3     | Ralf Waldmann              | 23  | Honda       | 141  | 2         |
| 4     | Gabriele Debbia            | 12  | Aprilia     | 111  | 0         |
| 5     | Noboru Ueda                |     | Honda       | 105  | 2         |
| 6     | Jorge Martínez             | 6   | JJ Cobas    | 99   | 0         |
| 7     | Alessandro Gramigni        | 9   | Aprilia     | 90   | 1         |
| 8     | Dirk Raudies               | 5   | Honda       | 81   | 0         |
| 9     | Peter Öttl                 |     | Rotax       | 67   | 1         |
| 10    | Nobuyuki Wakai             |     | Honda       | 60   | 0         |
| 11    | Heinz Lüthi                | 10  | Honda       | 56   | 0         |
| 12    | Adi Stadler                | 11  | Cobas       | 56   | 0         |
| 13    | Kazuto Sakata              | 35  | Honda       | 55   | 0         |
| 14    | Hans Spaan                 | 2   | Honda       | 54   | 0         |
| 15    | Bruno Casanova             | 3   | Honda       | 45   | 0         |
| 16    | Ezio Gianola               | 6   | Derbi       | 32   | 0         |
| 17    | Koji Takada                | 16  | Honda       | 28   | 0         |
| 18    | Maurizio Vitali            | 15  | Gazzaniga   | 27   | 0         |
| 19    | Hisashi Unemoto            |     | Honda       | 15   | 0         |
| 20    | Kinya Wada                 | 73  | Honda       | 14   | 0         |
| 21    | Masato Shima               |     | Honda       | 13   | 0         |
| 22    | Luis Álvaro (motociclista) | 66  | Derbi       | 13   | 0         |
| 23    | Oliver Petrucciani         | 47  | Aprilia     | 13   | 0         |
| 24    | Herri Torrontegui          |     | Cobas       | 12   | 0         |
| 25    | Andrés Sánchez             |     | Cobas       | 12   | 0         |
| 26    | Gimmi Bosio                |     | Honda       | 12   | 0         |
| 27    | Julián Miralles            | 14  | Cobas       | 10   | 0         |
| 28    | Alfred Waibel              | 19  | Honda       | 9    | 0         |
| 29    | Akira Saito                |     | Honda       | 8    | 0         |
| 30    | Sinya Sato                 |     | Honda       | 7    | 0         |
| 31    | Carlos Giró                |     | Cobas       | 7    | 0         |
| 32    | Arie Molenaar              | 46  | Honda       | 7    | 0         |
| 33    | Manuel Herreros            |     | Cobas       | 6    | 0         |
| 34    | Ian McConnachie            | 62  | Kawasaki    | 5    | 0         |
| 35    | Steve Patrickson           |     | Honda       | 5    | 0         |
| 36    | Johnny Wickström           |     | Cobas       | 5    | 0         |
| 37    | Yosuke Yamakawa            |     | Honda       | 3    | 0         |
| 38    | Peter Galvin               | 29  | Honda       | 2    | 0         |
| 39    | Alain Bronec               | 41  | Honda       | 2    | 0         |

## Clasificación de constructores

### Clasificación de constructores categoría 500cc
| N.º | Constructor | Pts. |
| --- | ----------- | ---- |
| 1   | Yamaha      | 272  |
| 2   | Honda       | 256  |
| 3   | Suzuki      | 220  |
| 4   | Cagiva      | 130  |
| 5   | Norton      | 4    |
| 6   | Roton       | 1    |

### Clasificación de constructores categoría 250cc
| N.º | Constructor | Pts. |
| --- | ----------- | ---- |
| 1   | Honda       | 294  |
| 2   | Aprilia     | 189  |
| 3   | Yamaha      | 104  |
| 4   | Suzuki      | 90   |
| 5   | JJ Cobas    | 51   |

### Clasificación de constructores categoría 125cc
| N.º | Constructor  | Pts. |
| --- | ------------ | ---- |
| 1   | Honda        | 225  |
| 2   | Aprilia      | 142  |
| 3   | JJ Cobas     | 97   |
| 4   | Bakker-Rotax | 67   |
| 5   | Derbi        | 45   |
| 5   | Gazzaniga    | 27   |